# 大西洋穀口魚
大西洋穀口魚（学名：Coccorella atlantica）為輻鰭魚綱仙女魚目帆蜥魚亞目齒口魚科的一種鱼类，其亚种加词“atlantica”意为“大西洋的”。分布於全球三大洋熱帶至温帶海域，屬深海魚類，深度50-1000公尺，體長可達18.5公分，棲息在中層水域，以魚類及烏賊為食，生活習性不明。